# Ɗuwai
Le ɗuwai ou bade oriental (en ɗuwai : Ǝvjì ou Ɗuwai) est une langue afro-asiatique parlée au Nigeria.

## Localisation
Le ɗuwai est parlé dans la zone de gouvernement local (Local Government Area ou LGA) de Bade dans l'État de Yobe et dans la LGA de Hadejia de l'État de Kano,.

## Classification
Cette langue fait partie du sous-groupe des langues bade, qui fait lui-même partie de la sous-famille des langues tchadiques occidentales.

## Écriture
| Ə | A | B | Ɓ | C | D | Ɗ | E | F | G | H | I | J | K | L | M | N | Ŋ | O | P | R | R̃ | S | T | U | V | W | Y | ʼY | Z |
| ə | a | b | ɓ | c | d | ɗ | e | f | g | h | i | j | k | l | m | n | ŋ | o | p | r | r̃ | s | t | u | v | w | y | ʼy | z |